# پوینت ایزابل (ایندیانا)
پوینت ایزابل (به انگلیسی: Point Isabel) یک منطقهٔ مسکونی در ایالات متحده آمریکا است که در شهرستان گرنت، ایندیانا واقع شده‌است. پوینت ایزابل ۸٫۸ کیلومتر مربع مساحت و ۹۱ نفر جمعیت دارد و ۲۶۷٫۹۲ متر بالاتر از سطح دریا واقع شده‌است.